# If All Goes Wrong
If All Goes Wrong er en 105-minutter lang dokumentarfilm om Smashing Pumpkins, der beskriver bandets koncerter på The Orange Peel i Asheville, USA og The Fillmore i San Francisco, USA i sommeren 2007. Den blev vist på Ghent Film Festival i oktober 2008. 
Dokumentarfilmen dækker Smashing Pumpkins' frontfigur Billy Corgans forsøg på at skrive og spille ny musik ved de 9 koncerter i træk i Asheville og de 12 koncerter i træk i San Francisco, samt genoptagelsen af bandet med nye medlemmer. Meget af dokumentarfilmen handler om kampen om at forblive kunstnerisk og kommercielt relevant inden for musikbranchen. 
Dokumentarfilmen blev udgivet som del af en dobbelt-dvd. Den første skive indeholder dokumentarfilmen, samt Voices of the Ghost Children – et segment omkring bandets fans – og et interview med Pete Townshend, der er guitarist i The Who. Den anden skive har fået titlen The Fillmore Residency og indeholder 14 sange og næsten to timers musik indspillet live i The Fillmore Auditorium i San Francisco, USA. Som bonustracks til denne skive hører også fem sange indspillet ude på gulvet. 
I Canada har If All Goes Wrong opnået platin med flere end 10.000 solgte eksemplarer. 

## Indhold

### DVD 1 – If All Goes Wrong
- If All Goes Wrong (dokumentarfilm)
- Voices of the Ghost Children (interview med Smashing Pumpkins-fans)
- Interview med guitaristen fra The Who, Pete Townshend

### DVD 2 – The Fillmore Residency
1. The Rose March
2. Peace + Love
3. 99 Floors
4. Superchrist
5. Lucky 13
6. Starla
7. Death from Above
8. The Crying Tree of Mercury
9. Winterlong
10. Heavy Metal Machine
11. Untitled
12. No Surrender
13. Gossamer
14. Zeitgeist

Bonus tracks:
1. 99 Floors
2. Peace + Love
3. No Surrender
4. Mama
5. Promise Me

Alle sangene er skrevet af Billy Corgan. 

## Bandet
- Billy Corgan (vokal, guitar)
- Jimmy Chamberlin (trommer)
- Jeff Schroeder (guitar)
- Ginger Reyes (bas)
- Lisa Harriton (keyboard)